# Musica rumena
La musica rumena è la musica che segue la tradizione della Romania.

## Storia
La musica rumena probabilmente deriva dai Daci, una popolazione indoeuropea, dai Bizantini, dagli Slavi e infine dai Turchi. I primi brani legati alla musica rumena sono quelli del Codex Caioni (dal latino Codice Caion), questo codice è la raccolta di brani fatti da due studiosi nel XVII secolo.
Poi dagli zingari liutari, provenienti forse dalla Bulgaria,venne introdotta la cobza,un'evoluzione locale dell'oud arabo e del barbat persiano.
A quei tempi il più importante musicista fu János Kájoni.
Dalla seconda metà XIX lo stile della musica è cambiato. Guidati da un movimento artistico chiamato Romanticismo, vengono inventate due tipi di musica: quella classica e quella folk
Dal 1850 in Romania appare la musica classica inventata da Giuseppe Ivanovich. Verso la fine di questo secolo ci furono tanti nuovi cantanti, pianisti e violinisti
Tra Ottocento e Novecento spicca la figura di  George Enescu, compositore, pianista e violinista (1881-1955). Altre personalità significative sono quelle del pianista Dinu Lipatti, del compositore e pianista Roman Vlad, del direttore d'orchestra Sergiu Celibidache, del compositore Anatol Vieru.
Il festival più importante del paese è il Festival nazionale di musica leggera di Mamaia.